# NGC 979
NGC 979 ist eine linsenförmige Galaxie vom Hubble-Typ SB0 im Sternbild Eridanus südlich des Himmelsäquators. Sie ist schätzungsweise 234 Millionen Lichtjahre von der Milchstraße entfernt und hat einen Durchmesser von etwa 60.000 Lj.
Das Objekt wurde am 18. Oktober 1835 von John Herschel entdeckt.